# فراس سليمان
فراس سليمان هو شاعر وكاتب سوري بدأ الكتابة والتأليف والنشر من العقد الأخير من القرن العشرين. نشر فراس عددًا من الكتب والمجموعات الشعريّة لعلَّ أبرزها كتاب «المدينة التي أسكنها بعيدًا» الذي صدر عام 1989، وكذا كتاب «رصيف» الذي صدر عام 1992، وكتاب «هوامش» الذي صدر عام 1995، فضلًا عن كتاب «الأشعث والرجل الضليل» الذي صدر بعدهُ بعام. انتظر فراس حتى عام 2004 حينما نشر كتابًا جديدًا له بعنوان «امرأة مرآتها صياد أعزل» أمّا أشهر أعماله فقد كانت المجموعة القصصيّة التي صدرت عام 2015 والتي حملت عنوان «نهايات معطلة».

## المسيرة المهنيّة
لا أنتبه لعودته. كنت أظن واهماً أن داخلي مدينة من الأشباح
غير أنه أمس فقط. رأيته
شبحي الذي ومنذ سنين طويلة لا يني يخرج ويدخل
رأيته حاملاً مسامير ومطرقة.
تلك غنائمه من الخارج. إنه الآن يصلب نفسه داخل جسدي
أي ألم عليه أن يحتمله شبحي الجميل!
صدرَ عن سلسلة «الإبداع العربي» التي تصدرها الهيئة المصرية العامة للكتاب، ويرأس تحريرها الشاعر سمير درويش أشهر ديوان شعري للكاتب والشاعر السوري فراس سليمان تحتَ عنوان «أخيرًا وصلوا... لكن في توابيت». يقعُ الديوان في 140 صفحة من القطع المتوسط، ويتكون من ثلاثة أجزاء: الجزء الأول بعنوان (أنا هو) ويجسد فيه الشاعر صوت رجل يبدو خائفًا من كل الأشياء، أما الجزء الثاني فحملَ عنوان (أنا هي) ويستعير فيه صوت امرأة متعبة لكن جريئة؛ أما الجزء الثالث فهو قصيدة طويلة، بعنوان «غادرك.. ما زال يغادرك كي لا يقلدك» تأتي كترديد للصوتين السابقين، لكن بنفس شعري مغاير.
صدر للشاعر فراس سليمان أيضًا كتابٌ بعنوان «نهايات معطلة» عن منشورات المتوسِّط» في إيطاليا عام 2015 وفيه حدَّد فراس د بنوعٍ من الوضوح موقفه من العالم. راقب فراس في هذا الكتاب العالم إلى نهايات، لكنّه توصَّل كما يقول وفي غالب الأحيان إلى جدران مسدودة. جاء الكتاب في 87 صفحة فقط، وقُسّم إلى قسمين رئيسيَيْن: «خيمة بثقوب كثيرة»، و«يوميات رجل قبو». يُركّز فراس في الجزء الأول على مقولة أنه لا يمكن رؤية الأشياء من خيمة مهما كثرت فيها الثقوب، أو من قبو، إلّا بعين متلصلصة، تستدعي ريبة ما، ورغبة في الحفاظ على مسافة ما من العالم. يختارُ سليمان شخصيات عديدة لتقول ما يريد هو قوله، أو ما لا يريد قوله باسمه الصريح.
يبحثُ فراس – كما يقول هو بنفسه – في كتبه التي يعتبرها بمثابة رحلات عن هويّة. ينتقلُ فراس في القسم الثاني من المجموعة الشعريّة من النظر إلى الخارج، صوب تأمّل الداخل ليواجه العالَم بضمير المتكلّم وحيدًا. اعتُبرت هذه المجموعة من قِبل بعض النقاد محيط شعري من الأفكار استعرضَ فيه الكاتب مهاراته في تطويع اللغة، من أجل رسم مشهد شعري، فيما رأى نقاد آخرون أنَّ الشاعر يعرفُ جيدًا أهمية التوازن بين محتوى ما يريد قوله، وأهمية الطريقة في عرض قوله.
يُركّز فراس سليمان في كتاباته على ما يُسمّيها المأساة السورية بين الماضي والحاضر والمستقبل، كما يتحدثُ عن الحياة تحت وطأة الحرب وعن ما يصفهُ بالوجود الشبحي الذي بُحاصر الذات في الداخل والخارج.

## قائمة أعماله
هذه قائمةٌ بأبرز أعمال الكاتب والشاعر السوري فراس سليمان:
- المدينة التي أسكنها بعيدًا (1989)[21]
- رصيف (1992)[22]
- هوامش (1995)[23]
- الأشعث والرجل الضليل (1996)[24]
- امرأة مرآتها صياد أعزل (2004)[25]
- نهايات معطلة (2015)[26]